# Торе ди Санта Марија
Торе ди Санта Марија (итал. Torre di Santa Maria) је насеље у Италији у округу Сондрио, региону Ломбардија.
Према процени из 2011. у насељу је живело 396 становника. Насеље се налази на надморској висини од 779 м.

## Становништво
Према резултатима пописа становништва 2011. у општини је живело 824 становника.
| 1931. | 1936. | 1951. | 1961. | 1971. | 1981. | 1991. | 2001. | 2011. |
| ----- | ----- | ----- | ----- | ----- | ----- | ----- | ----- | ----- |
| 1.164 | 1.191 | 1.247 | 1.220 | 1.107 | 1.049 | 943   | 892   | 824   |